# Галиндо, Октавио
Октавио Ирам Галиндо Санчес (исп. Octavio Iran Galindo Sanchez) (1 августа 1942, Эрмосильо, Сонора, Мексика — 28 марта 2005, там же) — мексиканский актёр театра и кино.

## Биография
Родился 1 августа 1942 года в Эрмосильо в огромной семье. Всего у родителей было 8 детей, актёр был вторым по счёту ребёнком. С детства увлёкся драматическим искусством, у себя дома организовывал театральные спектакли, где в ролях участвовали родители, братья и соседи, с каждым новым созданным спектаклем у него укреплялась уверенность в славе. Не пропускал ни одного праздничного концерта в средней школе, а также был главным по культурной части во время семейных праздников, относился к поэзии с большим вкусом. Он учился в университете Соноры, чуть позже переехал в Мехико и поступил в UNAM на правоведческий факультет и вдобавок был принят в труппу экспериментального театра. Дебютировал в качестве театрального актёра в 1967 году, успешно сыграв в спектакле Макбет. В это же время поступил в Национальный Институт изящных искусств и успешно окончил его. Несмотря на свою молодость, зарекомендовал себя как признанный театральный актёр. В мексиканском кинематографе дебютировал в конце 1960-х годов и с тех пор снялся в 29 работах в кино и телесериалах. 

### Последние годы жизни
В последние годы жизни у актёра были проблемы с почками. В начале марта 2005 года он был госпитализирован в больницу Святой Елены в Мехико, где он пролежал 15 дней, однако улучшения не последовало и там отсутствовали врачи-нефрологи, было решено его перевести в больницу в Эрмосильо, там он и скончался 28 марта 2005 года от почечной недостаточности в 01:35 ночи. Похоронен на кладбище Пантеон Джардинес дель Буен Пастор в Эрмосильо.

## Фильмография

### Теленовеллы
- El noveno mandamiento (2001) .... Vicente
- Nunca te olvidaré (1999) .... Dr. Carlos Bárcenas
- Morir dos veces (1996) .... Rubiano
- Перекрёстки (1994) .... Pedro
- Carrusel de las Américas (1992)
- Alcanzar una estrella II (1991) .... Octavio
- Alcanzar una estrella (1990) .... Octavio
- Дом в конце улицы (1989) .... Gustavo
- Aprendiendo a vivir (1984) .... Raúl
- Acompáñame (1977) .... Alberto
- Mi primer amor (1973) .... Elio
- El edificio de enfrente (1972)
- Mis tres amores (1971)
- El amor tiene cara de mujer (1971)
- Lucía Sombra (1971) .... Octavio Ravel

### Многосезонные ситкомы
- Женщина, случаи из реальной жизни (1985-2007)

### Художественные фильмы
- Marea suave (1997)
- Me tengo que casar/Papá soltero (1995) …. Juan
- El rey (1975) .... Pancracio Herrera
- Apolinar (1972)
- Todo en el juego (1972)
- El ausente (1971)
- Ya sé quién eres (te he estado observando) (1971)
- Ya somos hombres (1970)
- Siempre hay una primera vez (1969) .... (segmento "Rosa") Javier